# گولبراندستورپ
گولبراندستورپ (به سوئدی: Gullbrandstorp) یک سکونتگاه مسکونی در سوئد است که در شهر هالمستاد واقع شده‌است.

## خصوصیات
گولبراندستورپ ۱٫۰۵ کیلومترمربع مساحت و ۱٬۵۲۴ نفر جمعیت دارد.